# Basuki Tjahaja Purnama
Basuki Tjahaja Purnama (Tiếng Trung Quốc: 鐘萬學; pinyin: Zhōng Wànxué; Tiếng Khách Gia: Tjung Ban Hok) sinh 1966, là một chính trị gia người Indonesia. Ông là thống đốc thứ 17 của thủ đô Indonesia Jakarta vào ngày 14 tháng 11 năm 2014 sau khi người tiền nhiệm của ông là Joko Widodo trở thành Tổng thống Indonesia. Ông còn được  biết đến với biệt danh là  Ahok (tiếng Trung: 阿學; Hán-Việt: A Học). Basuki Tjahaja Purnama là Người Indonesia gốc Hoa và là một tín hữu Cơ Đốc giáo. Ông Purnama là người thuộc dân tộc thiểu số gốc Hoa thứ 2 trở thành Thống đốc tại indonesia, đồng thời là người Tin Lành đầu tiên lãnh đạo Jakarta trong 50 năm qua. Ngay khi mới nhậm chức, công việc của thống đốc Purnama được đánh giá là vô cùng khó khăn khi ông thuộc người dân tộc Hoa chỉ chiếm 1% trong tổng số 250 triệu người Indonesia và thống đốc của đô thị hơn 10 triệu dân với chủ yếu là người Hồi giáo.

## Cuộc đời
Basuki Tjahaja Purnama sinh ngày 29 tháng 6 năm 1966 tại  Manggar, phía Đông Belitung. Ông là con trai đầu của ông bà Indra Tjahaja Purnama và Buniarti Ningsih. Basuki có ba anh chị em ruột, Basuri Tjahaja Purnama, Fifi Lety Indra, và Harry Basuki.
Basuki Tjahaja Purnama theo học tại Trường Đại học Trisakti với chuyên ngành Khoáng sản & Công nghệ. Ông tốt nghiệp bằng Cử nhân Khoa học về Kỹ thuật Địa chất vào năm 1989 và trở về quê hương Belitung rồi thành lập một công ty chuyên về các hợp đồng khai thác mỏ. Sau hai năm làm việc tại công ty, ông quyết định theo học lấy bằng Thạc sĩ ngành Quản lý tài chính tại Trường Đại học Kinh doanh Prasetiya Mulya ở Jakarta. Ông đã tốt nghiệp và lấy bằng thạc sĩ Quản trị Kinh doanh (MBA) tại đó.
Basuki Tjahaja Purnama kết hôn với Veronica Tan. Ông có ba người con là Nicolas Sean, Natania và Daud Albeneer.

## Sự nghiệp chính trị
Basuki Tjahaja Purnama bước vào chính trường bắt đầu tại khu vực Bangka Belitung. Ông đã thành công trong việc chạy đua trong cuộc bầu cử ở East Belitung vào năm 2005 với 37,13% số phiếu bầu. Basuki Tjahaja Purnama cho rằng chính quyền Indonesia hiện nay đang phá vỡ quá khứ lịch sử lâu dài và gây ra bạo lực, thành kiến thường xuyên. Ông có biệt danh là "Cha" và "Pháp luật" vì những hành động mạnh mẽ đã làm để chống lại tệ tham nhũng. Sau một tháng làm việc, Basuki phải đối mặt với các vấn đề chính liên quan đến ùn tắc giao thông, lao động, tham nhũng và bộ máy quan liêu. Ông đã giúp tăng lương tối thiểu, giảm tắc nghẽn đường, di chuyển dân nghèo vào các căn hộ mới, tiến hành kiểm tra đột xuất các văn phòng của chính phủ...
Ngày 11 tháng 12 năm 2006  Basuki Tjahaja Purnama đã từ nhiệm công việc của mình về tại vùng Đông Belitung để tham gia vào cuộc bầu cử ở Bangka Belitung vào năm 2007. Nhưng Basuki Tjahaja Purnama đã thua trong cuộc bầu cử tại đây trước ứng cử viên Eko Maulana Ali. Năm 2008, Basuki đã viết một cuốn hồi ký mang tên Merubah Indonesia (Cải cách Indonesia) 
Năm 2009, Basuki Tjahaja Purnama được bầu vào Hạ viện. Ông được bầu với 119.232 phiếu và được chỉ định cho  các công việc tại Ủy ban thứ hai của Hạ viện. Năm 2011, ông đã tạo ra một cuộc tranh cãi khi lên án các doanh nghiệp khai thác thiếc địa phương gây ra thiệt hại môi trường.
Trong năm 2011, Basuki Tjahaja Purnama  ủng hộ Joko Widodo trong cuộc bầu cử thống đốc Jakarta vào năm 2012. Jokowi và Basuki đã giành được 1.847,157 phiếu (42,60%) trong vòng đầu tiên, và 2.472.130 (53,82%) ở vòng hai, đánh bại Thống đốc Fauzi Bowo. Ngày 10 tháng 9 năm 2014, Basuki rời Gerindra sau cuộc tranh chấp dự luật đề cử về cuộc bầu cử khu vực.
Khi Joko Widodo trở thành Tổng thống Indonesia, Basuki Tjahaja Purnama trở thành Thống đốc Jakarta từ ngày 1 tháng 6 năm 2014. Ông tuyên thệ nhậm chức  thống đốc vào ngày 18 tháng 11 Năm 2014.
Vì là người xuất thân từ nhóm dân tộc thiểu số, Basuki đã trở thành đối tượng của những bình luận về chủ đề phân biệt chủng tộc. Trong chiến dịch tranh cử năm 2012, ông thường xuyên bị các nhà bảo cực đoan và những người ủng hộ ứng cử viên đối lập phản đối do ông là người không theo đạo Hồi. Ông là mục tiêu của Phái đoàn Bảo vệ Hồi giáo cứng rắn (FPI). Nhóm này kêu gọi sửa đổi hiến pháp Jakarta để loại bỏ một số trách nhiệm của thống đốc đối với các tổ chức Hồi giáo liên kết với chính phủ.
Nhiều cuộc biểu tình phản đối Basuki Tjahaja Purnama trong những tuần lễ chuẩn bị nhậm chức của ông Tuy nhiên, nhiều tổ chức và cộng đồng Hồi giáo chính thống đều ủng hộ Basuki.

## Cáo buộc phỉ báng kinh Qur’an
Ngày 27 tháng 9 năm 2016, trong một bài phát biểu trước công chúng tại Quần đảo Thousand, Basuki Tjahaja Purnama lưu ý việc một số công dân sẽ không bỏ phiếu cho ông vì họ đang bị "lừa dối bằng cách sử dụng câu 51 của Al Maidah và những điều khác..." Một số tổ chức đã trích dẫn lại câu nó này để chống lại ông. Chính quyền Jakarta đã tải bản ghi hình lên YouTube trên kênh thường xuyên mô tả các hoạt động của Basuki. Một số nhóm đã chỉ trích tuyên bố của Basuki, họ coi đó là một sự xúc phạm với Kinh Koran. Video này đã khiến ông bị chỉ trích rộng rãi trên các phương tiện truyền thông xã hội như Facebook và Twitter. Một bản kiến nghị tại change.org chỉ trích ông đã nhận được hàng chục ngàn chữ ký.
Một số tổ chức, bao gồm Mặt trận Bảo vệ Hồi giáo (FPI) và một hội địa phương của Hội đồng Ulema Indonesia, đã báo cáo vụ việc của Basuki Tjahaja Purnama với cảnh sát. Họ buộc tội ông đã vi phạm Luật lạm dụng và xúc phạm tôn giáo của Inđônêxia (Indonesia's Law On Misuse and Insult of Religion) Basuki tiến hành đính chính nói rõ vụ việc, đồng thời xin lỗi vào ngày 10 tháng 10 năm 2016. Basuki cho rằng, những phát biểu của ông không nhằm mục đích diễn giải kinh Koran, mà đơn thuần chỉ đề cập tới việc một số chính khách "đã diễn giải sai lệch lời kinh Koran do họ không muốn phải cạnh tranh một cách công bằng với ông trong cuộc bầu cử". Các cáo buộc về ông không bị thu hồi và cảnh sát tiến hành điều tra về các cáo buộc đối với ông.
Ngày 13 tháng 12 năm 2016, tại tòa án Indonesia, hội đồng gồm năm thẩm phán đã bác bỏ lập luận của các luật sư bảo vệ cho Basuki Tjahaja Purnama khi họ yêu cầu bãi bỏ bản cáo trạng vì nó thiếu chính xác. Ông có thể bị kết án 5 năm tù nếu bị tòa án xét là có tội.